# ماریا پیساروا
ماریا پیساروا (روسی: Мария Писарева؛ زادهٔ ۹ آوریل ۱۹۳۴) ورزشکار دو و میدانی اهل روسیه است.